# Kittil Kittilsen
Kittil Kittilsen (1970. április 13. –) norvég zenész, az 1980-as évek norvég black/death metal mozgalmának egyik meghatározó alakja, a Vomit és a Kvikksølvguttene alapítója, basszusgitárosa, a Mayhem zenekar egykori énekese.

## Gyermekkora
Kittil Kittilsen 10 évesen kezdett el heavy metal zenét hallgatni. Az első benyomásokat a KISS-től nyerte, majd egyre keményebb és gyorsabb zenék után nézett. Zenei ízlésére legnagyobb hatással a Slayer Reign In Blood albuma volt.

## Zenei pályafutása

### Vomit
Kittil 1983-ban alapította első death metal zenekarát, mely néhány névcserét követően 1985-től Vomit néven futott tovább. Zenésztársaival (Lars, Torben, Tommy) kezdetben Metallica, Venom, Slayer és Napalm Death feldolgozásokat játszottak, majd saját dalok írásába kezdtek. Kittil eredetileg basszusgitározott, majd a kezdeti dalszerző, Tommy kirúgását követően a mikrofonokhoz lépett. Ezt követően kiadták a Bloodshed, a Rot in Hell demo-t, majd norvég turnéba kezdtek. Csapatuk lelkes támogatóra lelt Øystein Aarseth (Euronymous), a Mayhem alapító gitárosa személyében.

### Mayhem
Kittil 1988-ban felkérést kapott a Mayhem black metal zenekar énekesi posztjára. Az ez idő tájt benne érlelődő, punk életforma iránti érdeklődésnek köszönhetően azonban nem akart beleilleszkedni a zenekar gonoszt megszemélyesítő, arcmaszkoló imázsába, így végül is távozni kényszerült.

### Kvikksølvguttene
Kittil 1992-ben Koppenhágában újra összefutott Øystein-nel, aki bátorította, hogy folytassa vomitos éneklését. A találkozó annyira inspirálttá tette Kittilsent, hogy gitárt ragadott és Jørn Stubberud basszusgitárossal (Mayhem) és Torben Grue (Mayhem) dobossal 1996-ban életre hívta a Kvikksølvguttene blackened death metal formációt, majd megjelentették a Gamlem EP-t és a Krieg című nagylemezt. Ez volt az utolsó zenekar, amiben Kittil játszott, 1997-ben hagyta ott az együttest.

## Magánélete
A kilencvenes évek végén Kittil ellátogatott egy bibliaolvasó-körbe, ahol megismerkedett William Branham pünkösdi evangélista tanaival és keresztény hitre jutott. A zenéléssel felhagyva az építőiparban tevékenykedik, s öt gyermek, köztük két ikerpár édesapja. Rockprevenciós aktivistaként pedig igyekszik felhívni a figyelmet a black metal életvitel veszélyeire.

## Diszkográfia
Vomit
- Still Rotting (2007)

Kvikksølvguttene
- Gamlem EP (1996)
- Krieg (1997)